# Captain America: The Winter Soldier (soundtrack)
Captain America: The Winter Soldier (Original Motion Picture Soundtrack) is de originele soundtrack van de Marvel Studios-film Captain America: The Winter Soldier, gecomponeerd door Henry Jackman. Het album werd op 1 april 2014 uitgebracht door Hollywood Records.
De muziek werd opgenomen eind 2013 in de Air Studios in Londen. Hoewel het begin van de film de thema's van Alan Silvestri uit Captain America: The First Avenger bevat, ontbreken deze aanwijzingen op het album.

## Tracklijst
Alle muziek is geschreven door Henry Jackman, tenzij anders aangegeven.
| Nr. | Titel                                                                 | Artiest(en)                                           | Duur |
| --- | --------------------------------------------------------------------- | ----------------------------------------------------- | ---- |
| 1.  | Lemurian Star                                                         |                                                       | 3:06 |
| 2.  | Project Insight                                                       |                                                       | 1:29 |
| 3.  | The Smithsonian                                                       |                                                       | 1:36 |
| 4.  | An Old Friend                                                         |                                                       | 3:05 |
| 5.  | Fury                                                                  |                                                       | 4:07 |
| 6.  | The Winter Soldier                                                    |                                                       | 6:24 |
| 7.  | Fallen                                                                |                                                       | 2:51 |
| 8.  | Alexander Pierce                                                      |                                                       | 2:58 |
| 9.  | Taking a Stand                                                        |                                                       | 2:07 |
| 10. | Frozen in Time                                                        |                                                       | 3:52 |
| 11. | Hydra                                                                 |                                                       | 6:46 |
| 12. | Natasha                                                               |                                                       | 1:12 |
| 13. | The Causeway                                                          |                                                       | 2:41 |
| 14. | Time to Suit Up                                                       |                                                       | 2:05 |
| 15. | Into the Fray                                                         |                                                       | 6:05 |
| 16. | Countdown                                                             |                                                       | 4:26 |
| 17. | End of the Line                                                       |                                                       | 2:51 |
| 18. | Captain America                                                       |                                                       | 9:41 |
| 19. | It's Been a Long, Long Time (geschreven door Jule Styne & Sammy Cahn) | Harry James and His Orchestra, featuring Kitty Kallen | 3:23 |
| 20. | Trouble Man (geschreven door Marvin Gaye)                             | Marvin Gaye                                           | 3:47 |